# Tiếng Đức chuẩn Thụy Sĩ
Tiếng Đức chuẩn Thụy Sĩ (tiếng Đức: Schweizer Standarddeutsch) hoặc tiếng Thượng Đức Thụy Sĩ (tiếng Đức: Schweizer Hochdeutsch hoặc Schweizerhochdeutsch), được người Thụy Sĩ gọi là Schriftdeutsch hay Hochdeutsch, là dạng viết của một trong bốn ngôn ngữ chính thức ở Thụy Sĩ, bên cạnh tiếng Pháp, tiếng Ý và tiếng Romansh. Nó là phương ngữ tiếng Đức chuẩn, được sử dụng trong khu vực nói tiếng Đức tại Thụy Sĩ. Nó chủ yếu được viết và ít được nói hơn.
Tiếng Đức chuẩn Thụy Sĩ không phải là một phương ngữ tiếng Đức mà là một phương ngữ tiếng Đức chuẩn. Không nên nhầm lẫn với tiếng Đức Thụy Sĩ, một thuật ngữ theo nghĩa rộng cho các phương ngữ tiếng Alemanni khác nhau (theo nghĩa "phương ngữ khu vực truyền thống"), là ngôn ngữ hàng ngày trong khu vực Thụy Sĩ nói tiếng Đức.
Tiếng Đức là một ngôn ngữ đa trung tâm. Trái ngược với các phương ngữ tiếng Đức, tiếng Đức chuẩn Thụy Sĩ có những đặc điểm khác biệt trong tất cả các khía cạnh ngôn ngữ học: không chỉ về âm vị học, mà còn về từ vựng, cú pháp, hình thái và phép chính tả. Những đặc điểm của tiếng Đức chuẩn Thụy Sĩ được gọi là Helvetia. Bên cạnh những ảnh hưởng từ tiếng Đức Alemanni, những đặc điểm đó bao gồm việc sử dụng rộng rãi các từ vay mượn từ các ngôn ngữ Rôman, đặc biệt là tiếng Pháp.

## Văn liệu
- Ammon, Ulrich; Bickel, Hans; Ebner, Jakob; Gasser, Markus; Esterhammer, Ruth (2004), Ammon, Ulrich; và đồng nghiệp (biên tập), Variantenwörterbuch des Deutschen. Die Standardsprache in Österreich, der Schweiz und Deutschland [...] (bằng tiếng Đức), Berlin/New York, ISBN 978-3-11-016575-3{{Chú thích}}:  Quản lý CS1: địa điểm thiếu nhà xuất bản (liên kết)
- Bickel, Hans; Landolt, Christoph (2012), Duden. Schweizerhochdeutsch. Wörterbuch der Standardsprache in der deutschen Schweiz (bằng tiếng Đức), Mannheim/Zürich: Schweizerischer Verein für die deutsche Sprache, ISBN 978-3-411-70417-0
- Dürscheid, Christa; Businger, Martin, biên tập (2006), Schweizer Standarddeutsch: Beiträge zur Varietätenlinguistik, Tübingen, Germany: Narr Francke Attempto, ISBN 978-3-8233-6225-8
- Hägi, Sara (2006), Nationale Varietäten im Unterricht Deutsch als Fremdsprache (bằng tiếng Đức), Frankfurt am Main, Germany u. a., ISBN 978-3-631-54796-0{{Chú thích}}:  Quản lý CS1: địa điểm thiếu nhà xuất bản (liên kết)
- Hägi, Sara; Scharloth, Joachim (tháng 3 năm 2005), Ist Standarddeutsch für Deutschschweizer eine Fremdsprache? - Untersuchungen zu einem Topos des sprachreflexiven Diskurses, Linguistik online (bằng tiếng Đức), Bản gốc lưu trữ ngày 29 tháng 9 năm 2011, truy cập ngày 10 tháng 5 năm 2015
- Heule, Martin (ngày 19 tháng 9 năm 2006), Ist der Dialekt an allem schuld? (mp3) (radio broadcast), Kontext (bằng tiếng Đức), Basel, Switzerland: SRG SSR idée suisse SRF 2, truy cập ngày 15 tháng 12 năm 2009 {{Chú thích}}: Liên kết ngoài trong |series= (trợ giúp)
- Hove, Ingrid (ngày 22 tháng 6 năm 2007). Schweizer Hochdeutsch. Die Aussprache des Deutschen in der Schweiz (PDF) (Diễn văn). Jahrestagung des Schweizerischen Vereins für die deutsche Sprache und der Gesellschaft für deutsche Sprache (bằng tiếng Đức). Lucerne, Switzerland. Truy cập ngày 13 tháng 5 năm 2015. {{Chú thích diễn văn}}: |ref=harv không hợp lệ (trợ giúp)
- Krech, Eva Maria; Stock, Eberhard; Hirschfeld, Ursula; Anders, Lutz-Christian (2009), "Die Standardaussprache in der deutschsprachigen Schweiz", Deutsches Aussprachewörterbuch, Berlin, New York: Walter de Gruyter, ISBN 978-3-11-018202-6
- von Matt, Peter (2012), "Deutsch in der Deutschen Schweiz", trong Peter von Matt (biên tập), Das Kalb vor der Gotthardpost. Zur Literatur und Politik in der Schweiz (bằng tiếng Đức), München, Germany: Carl Hanser Verlag, tr. 127–138, ISBN 978-3-446-23880-0
- Meyer, Kurt (2006), Schweizer Wörterbuch. So sagen wir in der Schweiz (bằng tiếng Đức), Frauenfeld, Switzerland, ISBN 978-3-7193-1382-1{{Chú thích}}:  Quản lý CS1: địa điểm thiếu nhà xuất bản (liên kết)
- Russ, Charles (1994), The German Language Today: A Linguistic Introduction, London: Routledge, ISBN 978-0-203-42577-0
- Scharloth, Joachim (tháng 6 năm 2004), "6.1. Standardvariationen und Sprachauffassungen in verschiedenen Sprachkulturen [Standard Variations and Conceptions of Language in Various Language Cultures]", Zwischen Fremdsprache und nationaler Varietät: Untersuchungen zum Plurizentrizitätsbewusstsein der Deutschschweizer, Internet-Zeitschrift für Kulturwissenschaften (bằng tiếng Đức), Graz, Austria: Rudolf Muhr (Universität Graz), truy cập ngày 10 tháng 5 năm 2015
- Siebenhaar, Beat; Wyler, Alfred (1997), Dialekt und Hochsprache in der deutschsprachigen Schweiz (PDF) (bằng tiếng Đức) (ấn bản thứ 5), Zurich, Switzerland: Pro Helvetia, truy cập ngày 10 tháng 5 năm 2015
- Siebenhaar, Beat (ngày 5 tháng 4 năm 2025), Das Verhältnis von Mundarten und Standardsprache in der deutschen Schweiz (PDF) (bằng tiếng Đức), ???: ???, truy cập ngày 10 tháng 5 năm 2015